# ELNET (organisation)
ELNET est une organisation non gouvernementale qui promeut les liens entre l'Europe et Israël,,. Fondé en 2007, il s'agit d'un lobby pro-israélien qui assiste des partenaires européens pour contrer les critiques envers Israël en Europe. Il est inscrit en France comme lobby (ou représentant d'intérêts privés) auprès de l'Assemblée nationale depuis novembre 2024.
Cette organisation, méconnue du grand public, a fait une percée médiatique après les attaques terroristes du 7-Octobre 2023 et participe depuis à la légitimation des interventions militaires israéliennes. Au coeur de la stratégie de soft power de l'État israélien, Elnet est notamment connue pour proposer aux parlementaires et membres du gouvernement français des séjours tous frais payés en Israël.

## Statut, financement et activités
Elnet est enregistré en Belgique (antenne responsable de l'Union européenne et de l'OTAN), France, Allemagne, Pologne, Royaume-Uni, Italie et Israël. L'organisation inclut une entité supplémentaire basée aux États-Unis appelée Friends of Elnet (Les Amis de Elnet, Felnet), qui effectue des levées de fonds pour le réseau,.

### Évenements organisés
En juin 2023, Elnet réunit lors de la « troisième International Policy Conference (EIPC) » plus de 70 personnalités politiques du monde entier dont l'ancien ministre de l'Economie Bruno Lemaire, l'ancien Premier ministre Manuel Valls et la vice-présidente du Parlement européen Nicola Beer.

## Elnet France

### Direction
La branche française d'Elnet est créée en 2010 et son siège social est localisé rue Saint-Dominique, près de l'Assemblée nationale, dans le 7e arrondissement de Paris. En 2023, son dirigeant est le communicant Arié Bensemhoun, également président de l'association #AgirEnsemble. Le média Off Investigation révèle que ce dernier a « explicitement assimilé Gaza à l’Allemagne nazie » et s'est efforcé « d’abolir la distinction entre civils et combattants » dans le cadre de la propagande israélienne sur la Guerre de Gaza.

### Objectifs
Elnet-France se définit comme un  « think tank du dialogue stratégique entre la France et Israël » cherchant à promouvoir « la démocratie, la liberté, la justice et la paix » et se considère comme une organisation « indépendante » et « apolitique » ; bien qu'elle défende les intérêts de l'Etat hébreux et qu'elle soit proche de la ligne idéologique défendue par l'extrême droite israélienne.
Journaliste à Blast, Luc Chatel affirme que le lobby « développe une stratégie médiatique de plus en plus agressive en offrant des éléments de langage clé en main, visant à taire toute critique de l’extrême droite au pouvoir à Jérusalem, avec le soutien de nombreuses personnalités très conciliantes avec les massacres en cours à Gaza ». Selon lui, l'objectif principal d'Elnet-France est de « susciter un soutien inconditionnel à la politique du Premier ministre israélien Benjamin Netanyahu ».

### Lobbying au sein du Parlement
Mediapart qualifie Elnet d'« agent d’influence pro-Israël au cœur du Parlement » français. L'association s'est enregistrée en novembre 2024 comme représentant d'intérêts auprès de la Haute Autorité pour la transparence de la vie publique, huit ans après l'obligation légale instaurée par la loi Sapin de 2016. En décembre 2024, le PDG d'Elnet affirme bénéficier du soutien de « l’immense majorité » des deux chambres depuis les massacres du 7-Octobre. Dans un rapport sur les influences étrangères dans la vie politique française, le sénateur socialiste Rachid Temal affirme qu'Elnet est « un lobby qui a pignon sur rue ».
Le 16 octobre 2024, Elnet-France envoie une lettre ouverte à la Yaël Braun-Pivet l'invitant à « prononcer des sanctions disciplinaires » à l’encontre du vice-président du Groupe d’amitié France-Palestine, Aymeric Caron. La présidente de l'Assemblée nationale y a opposé une fin de non-recevoir.

#### Organisation de voyages tous frais payés en Israël pour les parlementaires
Elnet envoie régulièrement des courriels aux parlementaires faisant la promotion de ses voyages organisés tous frais payés en Israël, durant lesquels le lobby propose sur des rencontres avec des intellectuels, des ambassadeurs, des parlementaires des officiers de l'armée et des membres des services de renseignements ainsi que des visites de la Knesset, du Yad Vashem ou de certaines bases militaires stratégiques.
Entre 2017 et 2024, le lobby a entièrement financé 101 voyages déclarés par les parlementaires français, (dont 99 en Israël et 2 en Allemagne) auxquels s'ajoutent de nombreux allers-retours non déclarés. Plusieurs centaines de députés, sénateurs et membres du gouvernement ont participé à ces séjours, faisant d'Elnet, selon Mediapart, « la première organisation à faire de l’influence via des voyages de parlementaires ».
En mars 2023, quinze députés LR se sont rendus à Jérusalem. Dix jours après le 7-Octobre, dix députés LR et Renaissance ainsi que Manuel Valls et Yaël Braun-Pivet ont visité une base militaire au sud de Tel-Aviv-Jaffa et l'hôpital Ichilov où ces derniers ont pu échanger avec les familles des otages et rencontrer des survivants. Le média Off Investigation révèle que c'est suite à ce séjour que la présidente de l'Assemblée nationale a déclaré le « soutien inconditionnel » de la représentation française à Israël.
En janvier 2024, alors que la Guerre à Gaza avait causé la mort de 25 000 gazaouis, 22 sénateurs et sénatrices et plusieurs membres du gouvernement se rendent en Israël grâce à Elnet.
Des parlementaires tels que comme Caroline Yadan, Meyer Habib, Karl Olive, Constance Le Grip et Sylvain Maillard seraient des « habitués d'Elnet » selon Mediapart. L’immense majorité des voyages financés par Elnet ont bénéficié à des parlementaires issus de la droite et du centre ; et notamment à ceux affiliés aux partis LR (39 séjours) et Renaissance (32 séjours).
Certains membres des deux chambres considèrent ces voyages comme une stratégie de soft power de la part d'Israël et refusent d'y participer, malgré de nombreuses invitations.

### Lobbying au sein de l'exécutif
Dans son enquête, le média Off Investigation explique comment Elnet-France a su « infiltré » le pouvoir exécutif . Plusieurs membres gouvernement d'Emmanuel Macron comme Manuel Valls, Benjamin Haddad, Aurore Bergé ou Bruno Retailleau sont qualifiés par Mediapart de « compagnons de route » du lobby pro-israélien pour avoir participé à ses séjours organisés, à ses événements ou pour avoir partagé sur leurs réseaux sociaux respectifs des publications d'Elnet-France.

### Événements organisés
La « conférence inaugurale »
Elnet France organise à la Maison de la Chimie de Paris le 18 décembre 2023 sa « conférence inaugurale ». Elle a réuni un millier de personnes, parmi lesquelles les journalistes Abnousse Shalmani, Michael Darmon et Sonia Mabrouk, les polémistes Rachel Kahn et Mohamed Sifaoui, l’animateur Ariel Wizman, l’avocat proche de Pierre-Édouard Stérin Thibault de Montbrial, l’universitaire Bruno Tertrais, l’ancien ambassadeur de France en Israël Eric Danon et Michel Onfray, présent en visioconférence.

#### La «grande conférence»
Sous son prête-nom #AgirEnsemble, Elnet France a tenu à la salle Pleyel le 19 mars 2024 sa « grande conférence » autour du philosophe et figure du lobby pro-israélien Bernard-Henri Lévy, venu présenté son livre Solitude d'Israël. Elle a rassemblé plus de 2000 participants, dont les hommes politiques Manuel Valls et Jean-Michel Blanquer, le couple Yvan Attal-Charlotte Gainsbourg, la journaliste Laurence Ferrrari, l'éditorialiste Christophe Barbier, le réalisateur Romain Goupil et l'écrivain Jean-Paul Enthoven. Selon Blast, cet événenement a permis à BHL de « dérouler les discours de "soutien inconditionnel" à la politique de l’État d’Israël », de nier l'existence la colonisation israélienne en territoires palestiniens ainsi que la Nakba.

#### Meeting «Pour la République … La France contre l’islamisme»
En mars 2025, Elnet-France, à travers l'association #AgirEnsemble, organise au Dôme de Paris un meeting transpartisan « contre l'islamisme en France » où se retrouvent sur la tribune diverses personnalités politiques de droite et d'extrême droite comme François-Xavier Bellamy, Christian Estrosi, Bruno Retailleau et Manuel Valls mais aussi la chercheuse Florence Bergeaud-Blackler, autrice d'un ouvrage controversé sur les Frères musulmans. L'essayiste Raphaël Enthoven et la polémiste Rachel Kahn, initialement prévus, ne se sont finalement pas rendus à l'événement.
Huit organisations partenaires proches du Printemps républicain comme le Comité laïcité République, le Centre européen de recherche et d’information sur le frérisme et le Comité de soutien de Boualem Sansal ont participé, auprès d'Elnet, à l'organisation du meeting. Le Centre de réflexions sur la sécurité intérieure, un think tank dirigé par Thibaud de Montbrial, un proche du milliardaire ultraconservateur Pierre-Édouard Stérin, faisait également partie des structures organisatrices de l'événement.
Mediapart a qualifié ce meeting de « grand rassemblement islamophobe » tandis qu'Off Investigation a parlé du « gratin de l’intelligentzia anti-islam de France », notamment en raison du discours contesté de Bruno Retailleau contre le port du voile dans les milieux et compétitions sportives,.

### Financement de la campagne électorale d'Emmanuel Macron en 2017
Comme le révèle Luc Chatel de Blast, Elnet France s'est rapproché d'Emmanuel Macron lorsqu'il était encore ministre de l'Economie. Il a notamment permis « l’implantation de la French Tech à Tel-Aviv » après avoir rencontré Jean-David Bénichou, entrepreneur et investisseur qui a été « un des dirigeants historiques d’Elnet France dont il a été directeur, administrateur et président » ainsi que Philippe Guez, vice-président de la banque d’affaires Rothschild et représentant du MEDEF en Israël et lui aussi ancien directeur de l'organisation. En 2016, Les deux hommes ont été invités par le candidat Macron au dîner de donateurs qu'il a organisé pour financer sa campagne présidentielle et on fait don de 7500 € chacun.